# Muhammad ibn Tahir
Abu 'Abdallah Muhammad ibn Tahir ibn 'Abdallah, (in arabo أبو عبد الله محمد بن طاهر بن عبد الله‎?) noto semplicemente come Muhammad ibn Tahir (... – 910), è stato un funzionario persiano.

## Biografia
Fu l'ultimo governatore del Khorasan della dinastia Tahiride, la prima dinastia di origine iraniana della Persia islamica.
Figlio del precedente governatore, Tahir ibn Abdallah, gli succedette alla morte, anche se inizialmente si era pensato a Muhammad bin 'Abd-Allah come successore. Governò dall'862 sino all'873. Molto giovane e inesperto venne catturato quando Ya'qub bin Laith conquistò la capitale del suo regno.